# Yaroslav Mokrynsky
Yaroslav Anatoliyovych Mokrynsky (en ucraniano: Ярослав Анатолійович Мокринський; Leópolis, URSS, 10 de marzo de 1984) es un deportista ucraniano que compitió en tiro con arco, en la modalidad de arco recurvo. Ganó una medalla de bronce en el Campeonato Mundial de Tiro con Arco en Sala de 2012, en la prueba de equipo.

## Palmarés internacional
| Campeonato Mundial en Sala | Campeonato Mundial en Sala | Campeonato Mundial en Sala | Campeonato Mundial en Sala |
| Año                        | Lugar                      | Medalla                    | Prueba                     |
| -------------------------- | -------------------------- | -------------------------- | -------------------------- |
| 2012                       | Las Vegas (Estados Unidos) | Medalla de bronce          | Equipo                     |